# Ningzhong, Tibet
Ningzhong (kinesiska: 宁中, 宁中乡) är en socken i Kina. Den ligger i den autonoma regionen Tibet, i den sydvästra delen av landet, omkring 85 kilometer norr om regionhuvudstaden Lhasa. Antalet invånare är 9 099. Befolkningen består av 4 447 kvinnor och 4 652 män. Barn under 15 år utgör 30 %, vuxna 15-64 år 62 %, och äldre över 65 år 7,0 %.
Genomsnittlig årsnederbörd är 722 millimeter. Den regnigaste månaden är juli, med i genomsnitt 233 mm nederbörd, och den torraste är januari, med 1 mm nederbörd.